# Centro Velico Caprera
El Centro Velico Caprera (CVC) es una escuela italiana de vela. Desde su fundación, en 1967, ha contabilizado más de 100.000 alumnos. Tiene su sede legal en La Magdalena y su base operativa en la Isla de Caprera, en el archipiélago de la Magdalena. Es una asociación sin ánimo de lucro y es un miembro de la ISSA (International Sailing School Association).

## Historia del CVC
La escuela nació en 1967 de una idea de Vittorio di Sambuy y de Marco Notarbartolo de Sciara, entonces presidente de la Sección de Milán de la Liga naval italiana, que obtuvieron en concesión las tierras en las que surgió el Centro del Almirante Alessandro Michelagnoli, que era el jefe de Estado Mayor de la Marina Militar Italiana. Franco Brambilla, presidente del Touring Club Italiano, se asoció garantizando de este modo el apoyo organizativo y administrativo del Touring Club. En fin, Guido Colnaghi, representante en Italia de la asociación francesa de la “École des Glénans”, aportó el espíritu y la didáctica que marcó desde el principio el carácter del Centro Velico Caprera. A los dos Socios fundadores - Liga naval Seccón de Milán y Touring Club – se añadió, en 1975, la Asociación de Alumnos.

## Objetivo de la escuela y plan de estudios
El Centro Velico Caprera "escuela de mar y de vela", tiene como principal objetivo el conocimiento y el aprendizaje de los fundamentos de la formación de la vela, a través del entrenamiento y la experimentación. Otro de sus objetivos es, además, inculcar en el alumno los principios del conocimiento marinero, esencial para la posterior navegación de altura. Por esta razón, la organización de la vida dentro de la base y de la actividad didáctica se estructura para que el alumno entienda el significado de la vida de equipo.
El plan de estudios se compone de tres niveles:
- 1.º nivel Iniciación – en barcos de vela ligera o en pequeños aparejos fraccionados;
- 2.º nivel - precrucero en aparejos fraccionados o perfeccionamiento en barcos de vela ligera deportivos;
- 3.º nivel - crucero en aparejos fraccionados, high performance en monotipo de 8 m o veleros ligeros avanzados (semi-skiff).

## La base de Caprera
El CVC está situado en la parte sur-occidental de la Isla de Caprera, entre Punta Coda y el golfo de Puerto Palma, y se compone de tres bases. Por el lado de Punta Coda, donde están los alumnos de iniciación de veleros ligeros, surgen edificios militares destinados a dormitorios, aulas para las clases, enfermería, comedor y baños. La segunda base se encuentra a los pies del Monte Fico y aloja a los alumnos de deriva avanzada. La tercera y última base está ubicada en la ribera occidental de Puerto Palma, donde tienen lugar los cursos de iniciación de aparejos fraccionados y precrucero. Además hay una carpintería de obra para la manutención de los barcos, una velería y un taller mecánico.

## La vida en la base
Las actividades en el CVC siguen unos horarios que cada miembro de la comunidad tiene que respetar. Durante un día “normal” se alternan clases teóricas y prácticas, separadas por las comidas. A los alumnos se les pide que dedíquen un día de “guardia” (medio día si el curso es semanal) para la manutención de la base y la colaboración en la cocina.

## El cuerpo de instructores
Los instructores prestan servicio de forma voluntaria y se eligen entre los mejores alumnos de la escuela. Antes de llegar a ser instructores, tienen que ser elegidos, tras una evaluación de sus capacidades técnicas y de relación, y aprobar los cursos de formación que tienen lugar en primavera y en otoño. Hay varios niveles a lo largo de la formación didáctica del CVC:
- Ayudante de Vela (AdV)
- Instructor (Is)
- Jefe de Barco (CB)

En cada curso se nombra a un instructor responsable, el
- Jefe de Turno (CT)

La base está dirigida por el
- Jefe de la Base

Además hay un
- Asistente de Turno (AT)

que coordina a los alumnos en la organización de la guardia.

## La flota
Hoy en día (2014) la base di Caprera tiene las siguientes embarcaciones:
INICIACIÓN EN BARCOS DE VELA LIGERA:
- 17 Laser Bahía;
- 35 Laser 2000;
- 11 Topaz Argo;

INIZIACIÓN EN APAREJOS FRACCIONADOS:
- 6 Dehler 25;

PERFECCIONAMIENTO EN BARCOS DE VELA LIGERA:
- 12 Laser Vago;

PRECRUCERO:
- 6 First 25.7;
- 3 SunFast 3200;

TERCER NIVEL DE BARCOS DE VELA LIGERA:
- 4 RS 500;

HIGH PERFORMANCE:
- 2 J80;

CRUCERO:
- 2 First 40.7;

SEGURIDAD:
- 12 embarcaciones de motor;